# 이상민 (법조인)
이상민(李祥敏, 1964년 11월 10일 ~ )은 대한민국의 판사 출신 법조인이자 제4대 행정안전부 장관이다.
서울대학교 법과대학을 졸업했다. 1986년 제28회 사법시험에 합격하면서 판사로 근무했다. 2015년 11월 25일부터 2017년 12월 14일까지 박근혜 정부의 국민권익위원회 부위원장을 지냈다.
2022년 5월 12일 윤석열 정부의 행정안전부 장관으로 임명되었다. 2022년 10월 29일에 일어난 이태원 압사 사고에 대한 책임으로 2023년 2월 8일 국회에서 탄핵소추안이 가결됨에 따라 직무가 정지되었다가 2023년 7월 25일 헌법재판소가 심판청구를 기각함에 따라 직무에 복귀하였다. 충암고등학교 동문인 대통령 및 군인들과 2024년 대한민국 비상계엄에 가담하였다는 혐의를 받고, 재차 탄핵안이 발의되자 사직했다.

## 학력
- 1983년 충암고등학교 졸업
- 1988년 서울대학교 법과대학 법학 학사 졸업
- 2011년 고려대학교 경영대학원 MBA

## 경력
- 1986.10. 제28회 사법시험 합격
- 1989.2. 사법연수원 수료(18기)
- 1989.6. 공군본부 군법무관
- 1992.3.~1994.2. 서울형사지방법원 판사
- 1994.3.~1995.2. 서울민사지방법원 판사
- 1995.3.~1996.2. 서울지방법원 판사
- 1996.2.~1997.5. 광주지방법원 순천지원 판사
- 1996.2.~1997.5. 전라남도 여천시(현 여수시) 선거관리위원회 위원장 겸임
- 1996.~1997. 미국 캘리포니아 대학교 버클리 캠퍼스 방문연구원
- 1997.5.~1999.2. 청주지방법원 충주지원 판사
- 1999.2.~2000.2. 인천지방법원 부천지원 판사
- 2000.2.~8. 서울고등법원 판사
- 2000.8.~2002.2. 법원행정처 기획조정실 법무담당관 (서기관급)
- 2002.2.~2003.2. 법원행정처 기획조정실 기획담당관 (부이사관급)
- 2003.2.~2004.2. 서울고등법원 지적재산권전담부 판사
- 2004.2.~2005.2. 춘천지방법원 원주지원 지원장 (지방법원 부장판사급)
- 2005.2.~2007.2. 대법원 재판연구관 (지방법원 부장판사급)
- 2007.2.~2015.11. 법무법인 율촌 변호사
- 2007.~2008. 전문건설공제조합 법률자문위원
- 2010.3.~2012.2. 사법연수원 민사변호사실무 외래교수
- 2010.9.~2013.2. 서울대학교 법학전문대학원 강사
- 2010.~2012. 해양경찰청 자문변호사
- 2012.9. 새누리당 정치쇄신특별위원회 간사
- 2012.11. 2012년 하반기 재보궐선거 새누리당 공직후보자 추천위원회 위원
- 2012.~2015. 서울국제학교 교육재단 감사 겸 장학재단 이사
- 2013.1.~2. 제18대 대통령직인수위원회 정무분과 전문위원
- 2013.~2015. 민주평화통일자문회의 자문위원
- 2014.~2015. 방송통신심의위원회 보도교양방송특별위원회 위원
- 2015.11.~2017.12. 국민권익위원회 행정심판담당 부위원장 겸 중앙행정심판위원회 위원장 (박근혜 정부 / 차관급)
- 2018.~2021 법무법인 율촌 파트너 변호사
- 2019.7. 사단법인 경제사회연구원 이사장
- 2021.9. 건국대학교 행정대학원 초빙교수
- 2021.11.~2022.3. 제20대 대통령 선거 국민의힘 윤석열 대통령 후보 살리는 선거대책위원회 경제사회위원회 위원장
- 2021.11.~2022. 법무법인 김장리 대표변호사
- 2022.3.~2022.5. 제20대 대통령직인수위원회 대외협력특별보좌관
- 2022.5.12~2024.12.8 제4대 행정안전부 장관[2]
- 2022.5.~2023.7. 대통령 직속 자치분권위원회 부위원장 겸 자치제도분과위원회 위원
- 2022.7.~2024.12.: 대통령 직속 국민통합위원회 당연직 위원
- 2022.7.~2024.12.: 대통령 직속 디지털플랫폼정부위원회 당연직 위원
- 2022.12.~2024.12.: 대통령 직속 저출산고령사회위원회 정부위원
- 2023.7.~2024.12.: 대통령 직속 지방시대위원회 당연직위원

## 소속 정당
| 소속 정당 | 소속 정당  | 소속 기간 | 비고      |
| --------- | ---------- | --------- | --------- |
|           | 새누리당   | 2012~2015 | 정계 입문 |
|           | 무소속     | 2015~2017 | 탈당      |
|           | 자유한국당 | 2017~2020 | 복당      |
|           | 미래통합당 | 2020      | 합당      |
|           | 국민의힘   | 2020~2022 | 당명 변경 |
|           | 무소속     | 2022~현재 | 탈당      |